# Abominog
Albums de Uriah Heep
Conquest
(1980) Head First (en)
(1983)
Singles
1. Abominog Junior
Sortie : Février 1982
2. That's the Way That It Is
Sortie : Mai 1982

Abominog est le 13e album studio du groupe de hard rock anglais Uriah Heep. Il est paru en mars 1982 sur le label Bronze Records et a été produit par Hashley Howe.

## Historique
Après l'enregistrement de l'album précédent, Conquest, Ken Hensley quitte Uriah Heep en juin 1980 mais le groupe tournera encore jusqu'en décembre avec un autre claviériste avant de se séparer. Mick Box et Trevor Bolder contactent alors David Byron en vue de remonter le groupe, mais celui-ci refuse. Trevor Bolder accepte alors une offre de Wishbone Ash et Mick Box se retrouve seul.
Après avoir pesé le pour et le contre, Mick décide de ressusciter Uriah Heep et appelle alors Lee Kerslake (qui avait quitté Uriah Heep en 1979 à la suite d'un différend avec Gerry Bron) en rupture avec Ozzy Osbourne. Celui-ci accepte et amène avec lui le bassiste Bob Daisley, John Sinclair qui avait souvent joué en première partie de Uriah Heep avec les Heavy Metal Kids et Peter Goalby qui avait déjà auditionné pour le groupe complètent la formation.
Avec l'arrivée de la NWOBHM, le groupe ne pouvait continuer dans la direction musicale de ses précédents albums. Les cinq musiciens se mirent alors à la composition ensemble et cinq nouvelles chansons virent rapidement le jour marquée par le retour au hard rock et les parties de guitares rageuses. On note aussi un son plus "américanisé" pour cet album.
Le reste du nouvel album sera composé de reprises :
- « On the Rebound » est une chanson de Russ Ballard issu de son album de 1980, Barnet Dogs.
- « One Night in a Cold Town » est une chanson de Geoff Cushing-Murray et Richard Littlefield que John Cougar avait enregistré en 1980 pour son album, Nothin' Matters and What If It Did.
- Running All Night (with the Lion) est un titre que John Sinclair avait écrit pour son groupe précédent Gary Farr's Lion.
- « That's the Way That It Is » est une chanson du Paul Bliss Band qui figure sur l'album "Neon Smiles" (1979).
- « Prisoner » est une chanson de Sue Saad and the Next écrite pour leur album éponyme (1980).
- « Think It Over » est une chanson composée par Trevor Bolder et John Sloman qui devait figurer sur l'album "Conquest", elle a été réenregistrée pour Abominog.

Un Ep appelé Abominog Junior qui comprend "On the Rebound" en face A et "Tin Soldier", une reprise des Small Faces, plus un inédit "Son of a Bitch" en face B précèdera la sortie de l'album.
Cet album atteindra la 34e place des charts britanniques (son meilleur classement depuis l'album Return to Fantasy) et la 56e du Billboard 200 aux États-Unis.

## Liste des titres
1. Too Scared to Run (Mick Box / Bob Daisley / Peter Goalby / Lee Kerslake / John Sinclair) - 3:47
2. Chasing Shadows  (Box / Daisley / Goalby / Kerslake / Sinclair) - 4:36
3. On the Rebound (Russ Ballard) - 3:13
4. One Night in a Cold Town (Geoffrey Cushing-Murray / Richard Littlefield) - 3:57
5. Running All Night (with the Lion) (Gary Farr / Box / Daisley / Goalby / Kerslake / Sinclair) - 4:24
6. That's the Way That It Is (Paul Bliss) - 4:04
7. Prisoner (Sue Saad / B.D. Cooper /Tony Riparetti) - 4:27
8. Hot Persuasion (Box / Daisley / Goalby / Kerslake / Sinclair) - 3:45
9. Sell Your Soul (Box / Daisley / Goalby / Kerslake / Sinclair) - 5:22
10. Think It Over (John Sloman / Trevor Bolder) - 3:33

## Musiciens
- Mick Box: guitares, chœurs
- Lee Kerslake: batterie, percussions, chœurs
- Peter Goalby: chant
- Bob Daisley: basse, chœurs
- John Sinclair: claviers, chœurs

## Charts

### Album
| Pays                          | Durée du classement | Meilleur classement | Date              |
| ----------------------------- | ------------------- | ------------------- | ----------------- |
| Allemagne (GfK Entertainment) | 2 semaines          | 52e                 | 10 mai 1982       |
| États-Unis (Billboard 200)    | 16 semaines         | 56e                 | 25 septembre 1982 |
| Norvège (VG-lista)            | 2 semaines          | 30e                 | 7 juin 1982       |
| Royaume-Uni (UK Albums Chart) | 6 semaines          | 34e                 | 11 avril 1982     |

### Single
| Single               | Chart                    | Durée du classement | Position | Date         |
| -------------------- | ------------------------ | ------------------- | -------- | ------------ |
| What's the Way It Is | (Mainstream Rock Tracks) | 4 semaines          | 25e      | 14 août 1982 |